# اوله هالکین
اوله هالکین (انگلیسی: Oleh Halkin; ۱ مهٔ ۱۹۶۵ – ۱۰ مهٔ ۲۰۰۳) دوچرخه‌سوار اهل اوکراین بود.